# Psectrocladius barbimanus
Psectrocladius barbimanus är en tvåvingeart som först beskrevs av Edwards 1929.  Psectrocladius barbimanus ingår i släktet Psectrocladius och familjen fjädermyggor. Arten är reproducerande i Sverige. Inga underarter finns listade i Catalogue of Life.